# Cercanías Asturies
Cercanías Asturias est le système de transport urbain par chemin de fer reliant les principales villes des Asturies (Oviedo, Gijón et Avilés). Ce réseau de banlieue comparable à un réseau express régional, est intégré au service espagnol de Cercanías, et est de ce fait exploité par Renfe Operadora, sur les infrastructures d'ADIF. Il existe actuellement trois lignes.

## Voies et matériel roulant
La ligne C-1 utilise partiellement la voie ferrée reliant Gijón à León.

## Réseau actuel
| Ligne | Terminus                                          | Stations | Tracé |
| ----- | ------------------------------------------------- | -------- | ----- |
|       | Gijón - Puente de los Fierros                     | 27       |       |
|       | Oviède - El Entrego                               | 13       |       |
|       | Llamaquique - Oviedo - Avilés - San Juan de Nieva | 14       |       |
|       | Gijón - Cudillero                                 | 33       |       |
|       | Gijón - Laviana                                   | 26       |       |
|       | Gijón - El Berrón - Oviedo                        | 6        |       |
|       | Oviedo - Infiesto Apeadero                        | 20       |       |
|       | Oviedo - Pravia - San Esteban                     | 34       |       |
|       | Baíña - Collanzo                                  | 18       |       |

## Lignes
Le réseau est composé de trois lignes. La principale est la ligne C-1, qui relie les agglomérations de Gijón et de Oviedo jusqu'à Puente de Los Fierros, en passant par Serin et Ujo.La ligne C-2 relie la ville de Oviedo à El Entrego pour desservir la zone ouest de la région et où la fréquence des trains est beaucoup plus petite. Quant à ligne C -3, elle relie la ville de Oviedo (Llamaquique) à Aviles (San Juan de Nieva).

### Ligne C-1
Gijón - Oviedo - Puente de Los Fierros
| Gare de Gijon-Cercanias - Puente de Los Fierros |                  |      |
| Gares desservies                                | Commune          | Zone |
| ----------------------------------------------- | ---------------- | ---- |
| Gijon-Cercanias                                 | Gijón            | 4D   |
| Gijón-Jovellanos                                | Gijón            | 4D   |
| Calzada de Asturias                             | Gijón            | 4D   |
| Veriña                                          | Gijón            | 3-4D |
| Monteana                                        | Gijón            | 3    |
| Serín                                           | Gijón            | 3    |
| Centre Pénitentiaire de Villabona-Tabladiello   | Llanera          | 3    |
| Villabona de Asturias                           | Llanera          | 2-3  |
| Lugo de Llanera                                 | Llanera          | 2    |
| Lugones                                         | Siero            | 1-2  |
| La Corredoria                                   | Oviedo           | 1    |
| Oviedo                                          | Oviedo           | 1    |
| Llamaquique                                     | Oviedo           | 1    |
| El Caleyo                                       | Oviedo           | 1    |
| Las Segadas                                     | Ribera de Arriba | 1    |
| Soto de Rey                                     | Ribera de Arriba | 1-2  |
| Olloniego                                       | Oviedo           | 2    |
| La Pereda Riosa                                 | Mieres           | 2    |
| Ablaña                                          | Mieres           | 2    |
| Mieres-Puente                                   | Mieres           | 2-3  |
| Santullano                                      | Mieres           | 3    |
| Ujo                                             | Mieres           | 3    |
| Villallana                                      | Lena             | 3    |
| Pola de Lena                                    | Lena             | 4    |
| La Cobertoria                                   | Lena             | 4    |
| Campomanes                                      | Lena             | 4    |
| La Frecha                                       | Lena             | 4    |
| Puente de Los Fierros                           | Lena             | 4    |

### Ligne C-2
| Gare de Oviedo - El Entrego |                            |      |
| Gares desservies            | Commune                    | Zone |
| --------------------------- | -------------------------- | ---- |
| Oviedo                      | Oviedo                     | 1    |
| Llamaquique                 | Oviedo                     | 1    |
| El Caleyo                   | Oviedo                     | 1    |
| Las Segadas                 | Ribera de Arriba           | 1    |
| Soto de Rey                 | Ribera de Arriba           | 1-2  |
| Santa Eulalia de Manzaneda  | Oviedo                     | 2    |
| Tudela-Veguín               | Oviedo                     | 2    |
| Peña Rubia                  | Mieres                     | 3    |
| Barros                      | Langreo                    | 3    |
| La Felguera                 | Langreo                    | 3    |
| Sama                        | Langreo                    | 3    |
| Ciaño                       | Langreo                    | 3    |
| El Entrego                  | San Martín del Rey Aurelio | 3    |

### Ligne C-3
| Llamaquique - San Juan de Nieva |                     |       |
| Gares desservies                | Commune             | Zone  |
| ------------------------------- | ------------------- | ----- |
| Llamaquique                     | Oviedo              | 1     |
| Oviedo                          | Oviedo              | 1     |
| La Corredoria                   | Oviedo              | 1     |
| Lugones                         | Siero               | 1-2   |
| Lugo de Llanera                 | Llanera             | 2     |
| Villabona de Asturias           | Llanera             | 2     |
| Ferroñes                        | Llanera             | 2-3   |
| Cancienes                       | Corvera de Asturias | 3     |
| Nubledo                         | Corvera de Asturias | 3     |
| Los Campos                      | Corvera de Asturias | 3     |
| Villalegre                      | Avilés              | 3     |
| La Rocica                       | Avilés              | 3-4B  |
| Gare d'Avilés                   | Avilés              | 4B-4C |
| San Juan de Nieva               | Castrillón          | 4B    |